# Wiedemannia lepida
Wiedemannia lepida är en tvåvingeart som beskrevs av Axel Leonard Melander 1902. Wiedemannia lepida ingår i släktet Wiedemannia och familjen dansflugor. Inga underarter finns listade i Catalogue of Life.